# Plicifusus
Plicifusus là một chi ốc biển, là động vật thân mềm chân bụng sống ở biển trong họ Buccinidae.

## Các loài
Các loài trong chi Plicifusus gồm có:
- Plicifusus arcticus (Philippi, 1850)
- Plicifusus attenuata (Golikov & Gulbin, 1977)
- Plicifusus bambusa Tiba, 1980
- Plicifusus barbarinus (Dall, 1919)
- Plicifusus brunneus [2]
- Plicifusus croceus (Dall, 1907)
- Plicifusus elaeodus (Dall, 1907)
- Plicifusus hastarius Tiba, 1983
- Plicifusus incisus Dall, 1919
- Plicifusus iwateana (Tiba, 1981)
- Plicifusus kroeyeri (Möller, 1842)
- Plicifusus levis Tiba, 1983
- Plicifusus maehirai Tiba, 1980
- Plicifusus manchuricus (A. Adams in E.A.Smith, 1875)
- Plicifusus multicostata (Habe & Ito, 1965)
- Plicifusus obtustatus Golikov, in Golikov & Scarlato, 1985
- Plicifusus oceanodromae Dall, 1919
- Plicifusus okhotskana Tiba, 1973
- Plicifusus parvus Tiba, 1980
- Plicifusus polypleuratus (Dall, 1907)
- Plicifusus pulcius (Dall, 1919)
- Plicifusus saginatus Tiba, 1983
- Plicifusus scissuratus Dall, 1918
- Plicifusus semiplicatus (Golikov, in Golikov & Scarlato, 1985)
- Plicifusus similis (Golikov & Gulbin, 1977)
- Plicifusus stejnegeri (Dall, 1884)
- Plicifusus torquatus (Petrov, 1982)
- Plicifusus yanamii (Yokoyama, 1926)